# Didier Raoult

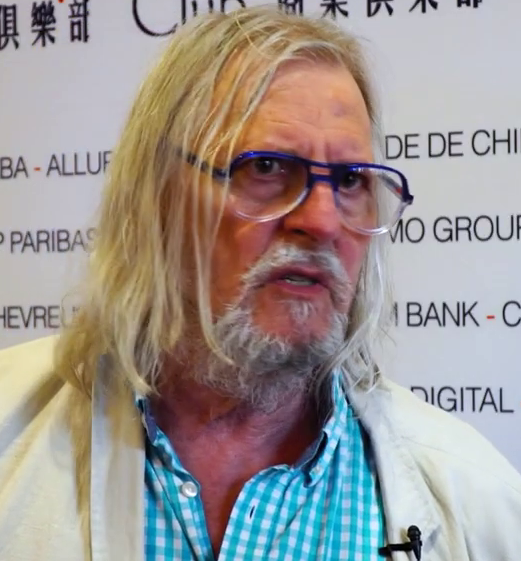
Didier Raoult in 2021

Didier Raoult (Dakar, 13 maart 1952) is een Frans arts en microbioloog die zich in infectieziekten heeft gespecialiseerd. Hij werd daarnaast bekend door het promoten van hydroxychloroquine als behandeling voor COVID-19.

## Biografie
Didier Raoult werd geboren in Frans-West-Afrika, toen zijn vader er legerdienst had en zijn moeder er als verpleegster werkzaam was. Bij terugkeer in 1961 ging het gezin in Marseille wonen. Raoult volgde achtereenvolgens onderwijs in Nice en Briançon, om vervolgens twee jaar op een Frans koopvaardijschip door te brengen. Daarna hervatte hij zijn studie en begon hij een studie geneeskunde.
Raoult is directeur van de IHU (Institut hospitalo-universitaire en maladies infectieuses) in Marseille (vergelijkbaar met het Belgische Instituut voor Tropische Geneeskunde).